# Diyaminauclea
Diyaminauclea es un género de plantas con flores perteneciente a la familia de las rubiáceas. Incluye una sola especie: Diyaminauclea zeylanica (Hook.f.) Ridsdale (1978).